# ایوی تر
دیوید مایکل پورتنر (به انگلیسی: David Michael Portner؛ زادهٔ ۲۴ آوریل ۱۹۷۹) که بیشتر با نام مستعار ایوی تر (به انگلیسی: Avey Tare) شناخته می‌شود، موسیقی‌دان و ترانه‌پرداز می‌باشد که یکی از بنیان‌گذاران گروهٔ موسیقی پاپ تجربی انیمال کالکتیو می‌باشد. او چهار آلبوم انفرادی و همچنین چهار آلبوم مشترک با پاندا بیر منتشر نموده‌است که سه‌تای آن‌ها بعداً به‌طور بازنگرانه جزو آثار انیمال کالکتیو قرار گرفتند.